# Gjellestad-Schiff
Das Gjellestad-Schiff ist ein archäologischer Fund aus der frühen Wikingerzeit (800–900 n. Chr.) im Weiler Gjellestad in der Gemeinde Halden in der Fylke Østfold im südöstlichen Norwegen. Es handelt sich um ein Schiffsgrab in einem Wikingerschiff in unmittelbarer Nähe des Grabhügels Jellhaugen. Der Bestattungsplatz wurde 2018 bei archäologischen Bodenuntersuchungen mit geophysikalischen Methoden entdeckt. Das Schiffsgrab liegt etwa 200 Meter nördlich des Jellhaugen, der zwischen 400 und 600 datiert wird und aus der Vorwikingerzeit stammt. Der neun Metern hohe Grabhügel dominiert das flache Umland.

## Lage

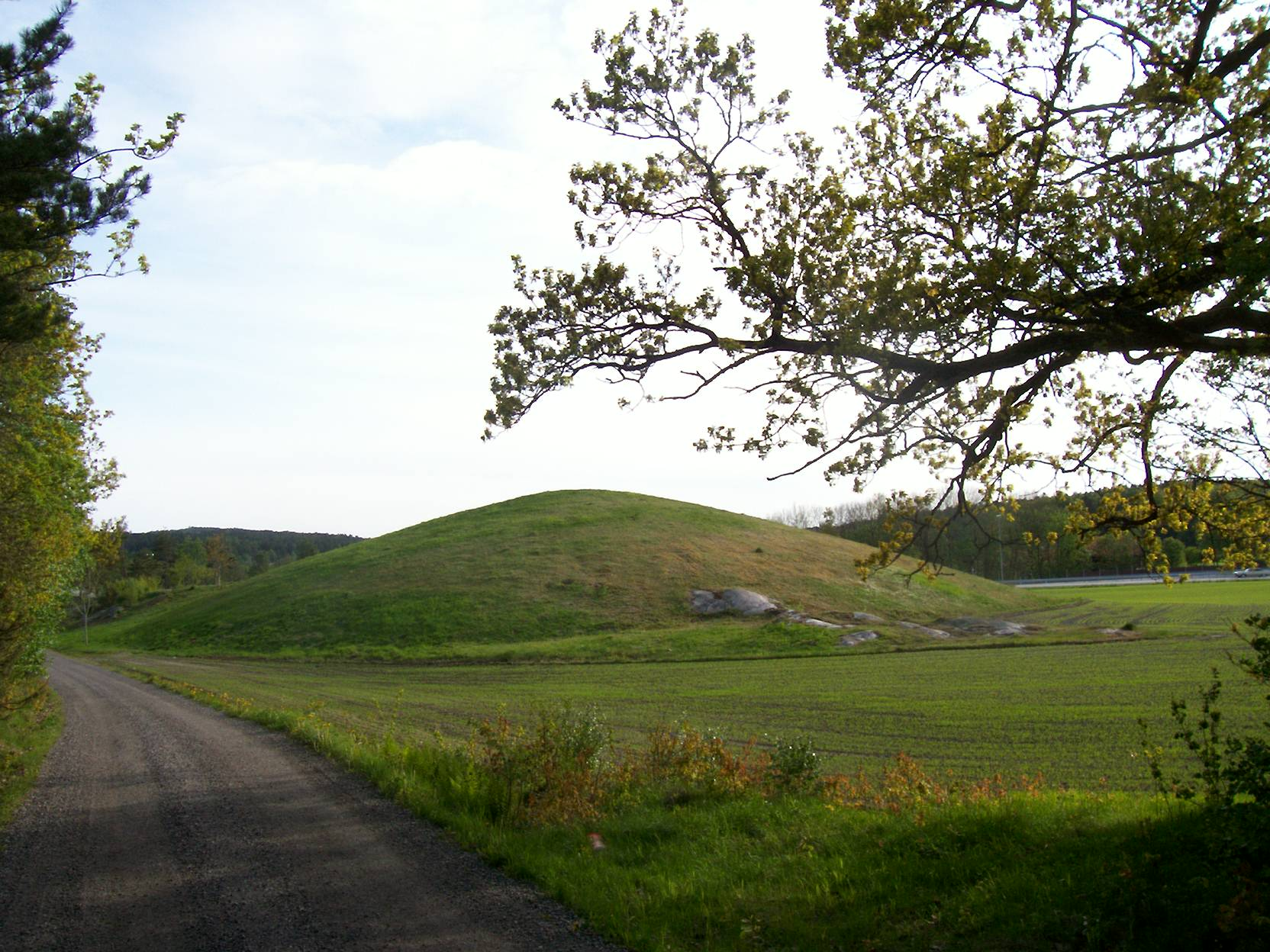
Der nahe gelegene Grabhügel Jellhaugen

Die Reste des Schiffs liegen auf einer landwirtschaftlich genutzten Fläche beim Weiler Gjellestad östlich der E6, rund 6,0 km von der Grenze zu Schweden. Ursprünglich befand sich über dem Schiffsgrab ein Grabhügel, der Ende des 19. Jahrhunderts durch die landwirtschaftliche Nutzung eingeebnet wurde.
Das Schiffsgrab liegt heute etwa einen Kilometer vom Oslofjord entfernt. Da infolge der Postglazialen Landhebung das Festland seit der Wikingerzeit um 4,5 m angehoben wurde, hat sich die Küstenlinie deutlich verändert und war damals nur etwa 650 m entfernt.

## Beschreibung
Die freigelegten Schiffsreste deuten darauf hin, dass der Schiffsrumpf ursprünglich 23 bis 24 Meter lang und 4 m breit war. Der Erhaltungszustand des Holzes war schlecht. Im Wesentlichen hat sich vom Schiffskörper der Kiel erhalten. Reste der Schiffsplanken blieben als Bodenverfärbungen erkennbar. Ob es sich um ein Ruder- oder ein Segelschiff handelte, ist unbekannt. Der schmale Kiel deutet auf ein Ruderschiff.
Im Schiffsinneren wurden rund 8000 Fundstücke geborgen, hauptsächlich Eisenfragmente. Darüber hinaus fanden sich Skelettreste eines großen Tieres. Menschliche Überreste wurden nicht gefunden.
Eine dendrochronologische Untersuchung des Kiels ergab, dass der dafür verwendete Baum nach dem Jahr 732 gefällt wurde. Das bedeutet, dass das Schiff zwischen der zweiten Hälfte des 8. und dem Anfang des 9. Jahrhunderts erbaut wurde.

## Forschungsgeschichte
2017 beabsichtigte ein Landwirt auf seinem Acker unmittelbar neben dem prähistorischen Grabhügel des Jellhaugen Entwässerungsgräben zu ziehen. Da in dem Bereich weitere Funde zu erwarten waren, nahmen Archäologen 2018 geophysikalische Untersuchungen vor. Dabei entdeckten sie mittels Bodenradar das Schiffsgrab in einem eingeebneten Grabhügel sowie weitere eingeebnete Grabhügel, die bis dahin unbekannt waren. Außerdem fanden sich Pfostengruben von vier Langhäusern mit bis zu 40 Meter Länge. Die Entdeckungen wurden der Öffentlichkeit am 15. Oktober 2018 bekannt gegeben.
2019 kam es auf dem Areal zu mehreren Sondageschnitten, die die lokalisierten Gebäude und den Schiffskörper betrafen. Die Sondage am Schiff ergab, dass der erhaltene Kiel des Schiffes unter Schimmelpilzbefall litt. Zur Rettung des Fundes plädierten die Forscher für eine baldige Ausgrabung des gesamten Schiffs. Dafür änderte die norwegische Regierung nachträglich ihren Haushaltsplan und stellte 15,6 Mio. norwegische Kronen zur Verfügung.
2020 erfolgte eine mehrmonatige Ausgrabung des Schiffs. Von den dabei freigelegten Resten befanden sich nur die unteren Teile des Schiffes in gutem Zustand, während die oberen Bereiche zerfallen und verfault waren. Laut den Archäologen eignen sich die erhaltenen Teile für eine Museumsausstellung.

## Bedeutung
Das Ensemble, bestehend aus dem Gjellestad-Schiff sowie mehreren Grabhügeln und Langhäusern, deuten Archäologen als eisenzeitlichen Zentralort, der als Grabstätte und Kultplatz diente. In der späten nordischen Eisenzeit zwischen 550 und 1050 gab es in Skandinavien bedeutende Veränderungen der politischen, militärischen, juristischen und religiösen Strukturen. Sie zeigen sich am deutlichsten durch hochrangige „zentrale Orte“ in der Landschaft.
Laut dem norwegischen Umweltminister Sveinung Rotevatn, der bei der Ausgrabung von 2020 den ersten Spatenstich gemacht hatte, kommt der Entdeckung des Gjellestad-Schiffes eine nationale und internationale Bedeutung zu. Die Ausgrabung war seit der Freilegung des Oseberg-Schiffs von 1904 die erste archäologische Untersuchung eines Wikingerschiffs.
Dem Gjellestad-Schiff kommt wegen seines schlechten Erhaltungszustandes ein geringerer visueller Wert als Ausstellungsobjekt zu als den vor über 100 Jahren ausgegrabenen Wikingerschiffen von Oseberg, Gokstad und Tune. Dennoch soll der Schiffsfund im Vikingskipshuset in Oslo gezeigt und die Umgebung des Fundortes ganzheitlich präsentiert werden. Forscher schreiben dem mit modernen Methoden geborgenen und untersuchten Schiff einen hohen Wert für die Forschung zu.